# Systellaspis pellucida
Systellaspis pellucida is een garnalensoort uit de familie van de Oplophoridae. De wetenschappelijke naam van de soort is voor het eerst geldig gepubliceerd in 1884 door Filhol.